# Pseudothereva aethiopica
Pseudothereva aethiopica är en tvåvingeart som först beskrevs av Mario Bezzi 1906.  Pseudothereva aethiopica ingår i släktet Pseudothereva och familjen stilettflugor.
Artens utbredningsområde är Eritrea. Inga underarter finns listade i Catalogue of Life.